# Голубка Пикассо
«Голу́бка Пика́ссо» — графическое изображение белого голубя мира, впервые нарисованное Пабло Пикассо в 1949 году, а затем неоднократно воспроизводившееся им в различных вариациях. Один из самых узнаваемых символов мира, обошедший всю планету.
Возник в качестве эмблемы Всемирного конгресса сторонников мира, проходившего с 20 по 25 апреля 1949 года в Париже и Праге.

## Символика
После Всемирного потопа Ной безрезультатно выпускал на поиски разных птиц, пока третий раз не увенчался успехом — он выпустил голубя, который, спустя некоторое время, возвратился с оливковой ветвью в клюве, доказывающей, что где-то обнажилась суша и уже можно пристать к берегу (Бытие, 8: 10—11). Благодаря этому эпизоду из Библии голубь стал символом хороших новостей и атрибутом мира в европейской культуре.

## В творчестве Пикассо
Илья Эренбург рассказывает об отношении коммуниста Пикассо к этому мотиву:
Помню обед в его мастерской в день открытия Парижского конгресса сторонников мира. В тот день у Пабло родилась дочь, которую он назвал Паломой (по-испански «палома» — голубка). За столом нас было трое: Пикассо, Поль Элюар и я. Сначала мы говорили о голубях. Пабло рассказывал, как его отец, художник, часто рисовавший голубей, давал мальчику дорисовывать лапки — лапки успели надоесть отцу. Потом заговорили вообще о голубях; Пикассо их любит, всегда держит в доме; смеясь, он говорил, что голуби жадные и драчливые птицы, непонятно, почему их сделали символом мира. А потом Пикассо перешёл к своим голубкам, показал сотню рисунков для плаката — он знал, что его птице предстоит облететь мир.

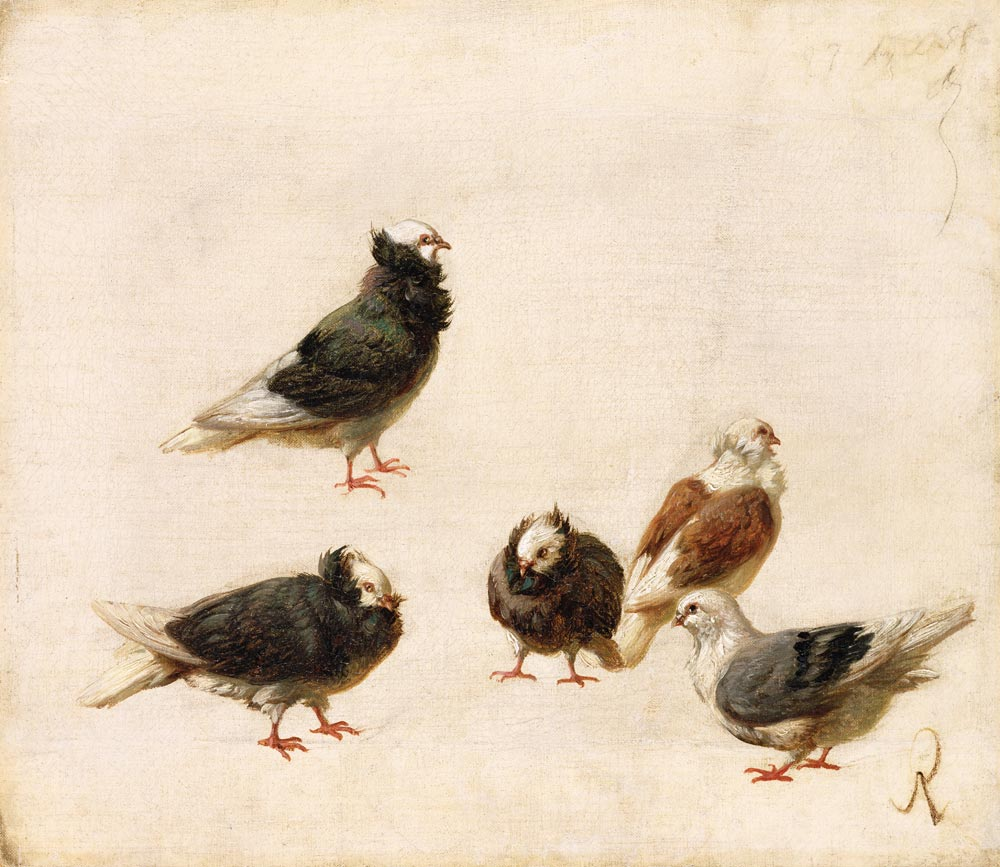
Голуби на рисунке отца Пикассо, художника Хосе Руиса Бласко

В 1950 году на конгрессе в Шеффилде художник повторил, что рисовать голубей учил его отец, а также сказал: «Я выступаю за жизнь против смерти; я выступаю за мир против войны».

### Эволюция изображения
Первый вариант «Голубки» 1949 года, который и был напечатан на плакате Конгресса по выбору Луи Арагона из прочих вариантов эмблемы, сильно отличался от того, который позже приобрёл популярность. Это было реалистическое изображение голубя, сидящего на земле (а не летящего), без оливковой ветви в клюве, с мохнатыми лапками — подарок Анри Матисса. Экземпляры этой многотиражной литографии (547х697 мм) хранятся во многих музеях мира, включая Тейт, МоМА. Канвейлер опубликовал её ещё в 1949 г., до выбора Арагона.
Франсуаза Жило рассказывает подробно: «В вольере Матисса среди множества экзотических птиц было четыре больших миланских голубя. В отличие от большинства голубей лапки у них были до самых кончиков покрыты перьями; казалось, на них надеты белые гетры. Однажды Матисс сказал Пабло: „Надо отдать их тебе, они напоминают тех, которых ты уже писал“. Мы увезли голубей в Валлорис. Одного из них ждал замечательный художественный и политический успех. В начале сорок девятого года Пабло сделал его литографию, добившись при этом блестящего технического результата. В литографии получить совершенно чёрный цвет не столь уж трудно, но поскольку в литографической краске содержится воск, то когда её разбавляют водой для получения светло-серого цвета, она распределяется по камню неравномерно. И получается то, что по-французски именуется la peau de crapaud, крапчатая, будто жабья кожа, поверхность. Однако в этой литографии Пабло удалось сделать смесь, производящую впечатление очень прозрачного серого цвета с оттенками, которые явились изумительным tour de force. Примерно месяц спустя поэт и романист Луи Арагон, интеллектуальная „рабочая лошадка“ французской компартии, пришел в мастерскую на улице Великих Августинцев за обещанным рисунком для плаката, рекламирующего организованный коммунистами Всемирный конгресс сторонников мира, который вскоре открывался в зале Плейель. Просматривая папку с последними литографиями, Арагон увидел эту, голубь так походил на голубку, что ему пришла мысль сделать этот рисунок символом конгресса. Пабло согласился, и к концу дня плакат с „голубкой“ уже начал появляться на парижских стенах. В бесчисленных оттисках вначале с оригинального камня, потом уже с копий, этот плакат обошёл земной шар в защиту мира»
«…хотя Пикассо тогда верил в искренние намерения движения пацифистов, он не удержался от саркастических замечаний в адрес выбора Арагона: „Бедняга! Он совершенно не знает голубей! Нежность голубки, какая ерунда! Они ведь очень жестокие. У меня были голубки, которые заклевали насмерть несчастную голубку, которая не понравилась им… Они выклевали ей глаза и разорвали на части, это ужасное зрелище! Хорош символ мира!“».
«Арагон забрал рисунок в полдень, а уже в пять часов вечера по всему Парижу были развешаны афиши с изображением голубки. (…) Возможно, Пикассо и сам не предполагал, какой силой обладает его „Голубка“, пока не увидел её увеличенное изображение в зале Плейель, где проходил Конгресс. Она парила над залом в свете прожекторов, над толпой восторженных, объединённых одной надеждой людей».
Биограф художника пишет: «Использование „Голубки“ в политических целях не отняло у неё её совершенства. Осенью того же года Академия изящных искусств Филадельфии присуждает „Голубке“ Пикассо, выставленной тогда в Нью-Йорке, памятную медаль, этот приз был учрежден ещё в 1928 году Клубом акварелистов». Другой биограф уточняет, также подчеркивая намеренную непредвзятость награды: «Позднее в том же году Филадельфийский музей искусства, отложив политику в сторону, удостоил эту литографию Пикассо мемориальной медали Пеннела».

#### Варианты
Этот рисунок позже был развит художником в простой, графичный линейный рисунок.
— Когда я впервые увидел «Голубку», я, как и многие,

вероятно, подумал, что рисунок неверен или, во всяком случае,

неестественен. Но потом по роду службы мне пришлось

приглядеться к голубям, я вдруг осознал, что Пикассо, этот

чудодей, схватил то мгновение, когда голубь складывает крылья

перед приземлением. Его лапки уже касаются земли, но сам он ещё

в воздухе, в полёте. Мгновение превращения движения в

неподвижность, полёта в покой.
| - 3-й вариант - 4-й вариант (с цветами) - 5-й вариант, 1950 год, со светотенью - 6-й вариант, 1952 год, цветной кубистический - Плакат Конгресса 1952 года - 7-й вариант, 1962, голубь на куче оружия - Плакат Конгресса 1962 года - 8-й вариант, голубь в хороводе из рук - Голубь с человеческим хороводом | - Птенец голубя, 1949 - Женщины с голубем, 1955 - Голубь и лицо - «Два голубя с поднятыми крыльями» (картина маслом в музее Гуггенхайм) - 1953 — работы в керамике - 1955 — картина маслом с изображением голубятни |

### Визитная карточка художника
На Большом Занавесе пусть будет написан 

Воинственный голубь мира 

Моего брата Пикассо...
Эренбург пишет: «Пикассо потом сделал ещё несколько голубок: для Варшавского конгресса, для Венского. Сотни миллионов людей узнали и полюбили Пикассо только по голубкам. Снобы над этим издеваются. Недоброжелатели обвиняют Пикассо в том, что он искал лёгкого успеха. Однако его голубки тесно связаны со всем его творчеством — с минотаврами и козами, со старцами и девушками. Конечно, голубка — крупица в богатстве, созданном художником; но ведь сколько миллионов людей знают и почитают Рафаэля по репродукциям одной его картины „Сикстинская Мадонна“, сколько миллионов людей знают и почитают Шопена только потому, что он написал музыку, которую они слышат на похоронах! Так что снобы напрасно смеются. Конечно, по одной голубке узнать Пикассо нельзя, но нужно быть Пикассо, чтобы сделать такую голубку».
То, насколько голубка «прилипла» к художнику, обыгрывает известный советский анекдот:
Художественная выставка в Париже. Пикассо забыл свой пригласительный билет. Его не пускают:

— Докажите, что вы Пикассо.

Он одним взмахом карандаша изобразил голубя мира, и его пропустили. Фурцева тоже забыла приглашение, и её не пускают.

— Я министр культуры СССР!

— Чем вы это можете доказать? Вот Пикассо тоже забыл билет, и ему пришлось рисовать.

— А кто такой Пикассо?

— Всё в порядке, госпожа министр культуры, можете проходить!

Голубки 

Пабло Пикассо 

всю площадь, 

падло, обосрали!
Современный автор, анализируя популярность Пикассо в глубинном, даже низовом сознании народа, пишет, что эту популярность «тем более не объясняла его пресловутая „голубка мира“, внедряемая официозом, что народ этот официоз презирал, пародировал, высмеивал (косвенно, конечно, досталось и Пикассо, и его белому голубю: „Голубки Пабло Пикассо всю площадь…“)». С иронией о нём вспоминает Георгий Данелия.
Марк Гроссман в своей детской книге «Птица-радость: рассказы о голубиной охоте» (1955), глава «Голубь, облетевший весь мир», агитационно рассказывает об этой истории.
Британский актёр Брайан Блессид рассказал изданию The Telegraph о том, как в возрасте 12 лет встретился с Пикассо. Встреча произошла во время Всемирного совета мира в Шеффилде в 1950 году. Юный Блессид подошёл к художнику и попросил нарисовать ему что-нибудь, если тот «действительно Пикассо». Испанец сделал на листе бумаги набросок в виде голубя мира, однако Блессид не оценил рисунок и заявил: «Это показывает, что вы не Пикассо, это не голубь». По словам Блессида, Пикассо ответил ему, что впервые слышит такую критику. Блессид бросил листок с рисунком на пол, «выбросив около 50 миллионов фунтов» (примерно 75 миллионов долларов). Позже листок подобрали, и в настоящее время он хранится в галерее Шеффилда как символ Всемирного конгресса мира. Этот случай сам Блессид назвал «суровым финансовым уроком».
В 1950 году Пикассо был избран во Всемирный совет мира и награждён Международной премией мира, в СССР ему дважды вручали Ленинскую премию.

## Политический символ
Летите, голуби, летите,

Для вас нигде преграды нет!

Несите, голуби, несите

Народам мира наш привет!

   Пусть над землёю ветер стонет,

   Пусть в чёрных тучах небосвод -

   В пути вас коршун не догонит,

   С пути вас буря не собъёт.

Во имя счастья и свободы

Летите, голуби, вперёд!

Глядят с надеждою народы

На ваш стремительный полёт.

   Летите, голуби, летите,

   В лучах зари и в грозной мгле.

   Зовите, голуби, зовите

   К труду и миру на Земле!
После того, как голубка Пикассо была выбрана в качестве эмблемы Конгрессом, она стала символом движения за мир и идеалов коммунистической партии. Её использовали в западных коммунистических демонстрациях этих лет. В 1952 году на мирном конгрессе в Берлине голубка Пикассо была написана на баннере над сценой.
Рисунок стал своеобразной вершиной «голубиного» ряда мирной символики, «сыграв важную роль в пацифистской пропаганде 50-60 годов XX века. В международной политике слово „голубь“ стало общепринятым названием-синонимом сторонников согласия и компромисса, мирных решений возникающих проблем; в отличие от „ястребов“ — сторонников радикализма, крутых мер и „железной руки“».
«Тысячи афиш с голубками распространились по всему миру. Энтузиазм коммунистов не знал границ». Пабло Неруда заявил:
«Голубка Пикассо облетает мир, и ни один преступный птицелов не сможет остановить её полёт...»
Биограф художника пишет: «…она появилась на стенах зданий во многих городах по всей Европе, провозглашенная некоторыми как освященный веками символ мира и ставшая объектом насмешек и глумлений со стороны других как совершенно неуместная и абсурдная форма коммунистической пропаганды.(…) В последующие годы выполненные рукой Пикассо голуби мира буквально облетели весь мир. Варианты нескольких из его рисунков были воспроизведены на почтовых марках в Китае и в других коммунистических странах».
В 1957 году в СССР проходил фестиваль молодёжи и студентов, его участники выпустили в воздух несколько тысяч голубей. Заблаговременно в 1956 году исполкомом Моссовета было принято постановление «О завозе и разведении в Москве голубей к VI Всемирному фестивалю молодёжи и студентов», в результате чего в течение года число голубей в Москве превысило 35 тысяч.
Эренбург приводит примеры отношения к этому рисунку, во 2-й пол. XX веке ставшему пресловутым:
- «…Преступная слабость правительства. Вчера из Москвы прилетела группа, которой поручено организовать в Париже беспорядки под вывеской „конгресса за мир“. (…) Вместе с Эренбургом „защищать мир“ будут (…) старый клоун Пикассо, изготовивший марксистскую голубку, которая загадила все стены нашего прекрасного, но, увы, беззащитного Парижа»[5].
- «Я поехал в Берлин. Там „холодная война“ была бытом. (…) Юноши и девушки в синих рубашках или блузках маршировали, пели песни, слушали речи ораторов. (…) Одна сторона Потсдамер-платца принадлежала демократической республике, на другой стояли американские солдаты. Парни в синих рубашках запускали пачки листовок, на них была воспроизведена пикассовская голубка. В ответ летели апельсины…»[5].

Из других примеров:
- Антикоммунистическая группа «Paix et Liberté» создала постеры под названием «La colombe qui fait BOUM » («Голубка, которая делает БУМ») с изображением превращения голубя в советский танк.
- Американский военный вспоминает о войне в Корее в 1952: «На одной из высот коммунисты воздвигли арку из ветвей и призывали солдат войск Объединённых Наций подойти к ним и „как братья, вместе пройти под аркой“. На другом участке фронта можно было видеть поющих и пляшущих корейских девушек и солдат, размахивающих большими бумажными „голубями мира“ Пикассо, а установленные на склоне горы репродукторы приглашали наших солдат „подойти и поговорить“. Так необычно закончилась самая странная война, в какой американскому флоту когда-либо приходилось участвовать»[22].
- Летние Олимпийские игры 1952 в Финляндии. Нью-Йорк-Таймс пишет (фрагмент «Московской саги» Аксенова): «Русские подкузьмили американского прыгуна в воду майора Сэмми Ли. Ему подарили значок с „голубем мира“ Пабло Пикассо и тут же сфотографировали его с этим значком. Бросовый значочек с голубком нынче стал таким же коммунистическим символом, как серп и молот. Когда кореец по происхождению Сэмми Ли понял, что происходит, он сказал советскому корреспонденту: „Э-э, браток, что ты делаешь, я ведь тоже в армии служу“»[23].
- 1957 год, Алексей Козлов («Козёл на саксе») пишет о Фестивале: «Атмосфера Фестиваля, несмотря на его строго предусмотренную регламентированность, оказалась лёгкой и непринуждённой. Энтузиазм был неподдельный, всё было замешано на лозунге „Мир и дружба“, повсюду из громкоговорителей звучала музыка и песни, специально приготовленные к этому событию, типа „Мы все за мир, клятву дают народы..“ или „Если бы парни всей Земли…“ Вся Москва была завешана эмблемами, плакатами, лозунгами, изображениями Голубя Мира Пабло Пикассо, гирляндами, иллюминацией».
- В 2011 году около тысячи палестинских детей у подножия Горы Искушения (около Иерихона) создали фигуру голубки — как часть проекта «Peace on Earth» английского аэро-художника Джона Квингли (глобальной музыкальной молитвы за мир)[24][25].
- В США и Великобритании политиков, лоббирующих военные действия, называют ястребами (hawks), а мирных политических деятелей — голубями (doves).

## Имя
Весенний вихрь кружит неверных женихов

И как листву кружит рой перьев голубой

Над кипарисом и над птицей голубой

Мадонна на заре рвала шиповник красный

Левкоев соберёт к утру букет густой

Увьёт им голубиц их голубь ждёт прекрасный

Он нынче в небесах парит как Дух Святой

В лимонной рощице объятье долго длится

Так нам дано любить лишь на закате дней

Огни далёких сёл трепещут как ресницы

Сердца стучат среди лимоновых ветвей
- Свою дочь Пикассо назвал «голубкой» — см. Палома Пикассо.
- Жоржи Амаду, коммунист, также назвал свою дочь этим именем.